# Sucker (album)
 (novembre 2022).
Pour les articles homonymes, voir Sucker.
Albums de Charli XCX
True Romance
(2013) Charli
(2019)
Singles
1. Boom Clap
Sortie : 16 juin 2014
2. Break the Rules
Sortie : 25 août 2014
3. Doing It ft. Rita Ora
Sortie : 19 janvier 2015
4. Famous
Sortie : 16 mars 2015

Sucker (stylisé SUCKER) est le deuxième album de la chanteuse britannique Charli XCX, sorti en France le 9 février 2015.

## Conception
Le 13 mars 2014, XCX déclare au magazine Complex qu'elle a commencé à travailler sur son second album studio. Dans une interview pour Idolator, elle dit avoir fortement été influencée par The Hives, les Weezer, les Ramones et la musique yé-yé des années 1960 pour cet album.  
Le 7 janvier 2015, il est annoncé que la version européenne de l'album sortira en février, le 9 en France, et comportera de nouvelles pistes, incluant la nouvelle version du titre Doing It avec la chanteuse Rita Ora cette fois-ci, So Over You et Red Balloon. 

## Promotion

### Singles
Boom Clap est dévoilé comme premier single de l'album le 17 juin 2014, il fait partie de la bande originale du film Nos Étoiles Contraires. Le titre est un succès commercial. Break the Rules est choisi comme second single et est lui aussi un succès. Doing It est choisi comme troisième extrait de l'album, il est envoyé aux radios le 6 février 2015. La version promue est une collaboration entre XCX et la chanteuse britannique Rita Ora. Le 10 mai 2015, c'est Famous qui est annoncé comme quatrième et dernière single de l'album. Chacun de ces morceaux possèdent un vidéoclip les illustrant.

### Autres chansons promues
London Queen et Gold Coins sortent respectivement le 6 octobre et le 17 novembre 2014. Un vidéoclip accompagnant le titre Breaking Up est dévoilé le 2 décembre 2014. En novembre 2014, Red Balloon est utilisée dans la bande annonce du dessin-animé En route !. La chanson fait aussi partie de la bande originale de celui-ci.

## Liste des pistes
Cette liste des pistes est celle de la version européenne de l'album.
1. Sucker
2. Break the Rules
3. London Queen
4. Breaking Up
5. Gold Coins
6. Boom Clap
7. Doing It (ft. Rita Ora)
8. Body of My Own
9. Famous
10. Hanging Around
11. So Over You
12. Die Tonight
13. Caught in the Middle
14. Need Ur Love
15. Red Balloon